# Parafia św. Maksymiliana Kolbego w Sudragach
Parafia pw. Świętego Maksymiliana Kolbego w Sudragach – parafia rzymskokatolicka należąca do dekanatu tłuchowskiego, diecezji płockiej, metropolii warszawskiej.

## Miejsca święte

### Kościół parafialny
Kościół pw. Matki Bożej Częstochowskiej w Sudragach